# Reason to Live
Singles de Kiss
Crazy Crazy Nights
(1987) Turn on the Night
(1988)
Pistes de Crazy Nights
When Your Walls Come Down
(7) Good Girl Gone Bad
(9)
Reason to Live est une chanson du groupe de Hard rock américain Kiss publiée sur l'album Crazy Nights en 1987. La chanson a été écrite par le chanteur et guitariste Paul Stanley et par le producteur Desmond Child, Reason to Live est une power ballad se caractérisant par les claviers intensifs joués par Paul Stanley (Bruce Kulick dans le clip).
Le single est sorti le 12 novembre 1987 et se classe à la 64e position au Billboard Hot 100 la semaine du 30 janvier 1988 et à la 34e position aux Mainstream Rock Tracks charts la semaine du 26 décembre 1987. En Europe, le single se classe 33e au Royaume-Uni la semaine du 20-26 décembre 1987 et à la 89e position aux Pays-Bas.
La dernière piste de l'album, Thief in the Night, est utilisée pour la face-b single, elle est chantée par Gene Simmons. Les versions maxi CD et vinyle 12" comportent quatre titres, la face-b du single d'origine, Thief in the Night, et les titres Tears Are Falling et Crazy Crazy Nights. D'autres versions comprennent les tires Who Wants to Be Lonely et Thrills in the Night.
Une vidéo a été réalisée par Marty Callner pour aider à promouvoir le single. Clip mettant en scène le groupe et une femme qui a eu une relation avec Stanley, émotionnellement instable, la jeune femme jette une bouteille sur une photo du couple (elle & Stanley) et met ensuite le feu à sa voiture après l'avoir arrosée avec de l'essence. Elle est interprétée par la playmate Eloise Broady.

## Composition du groupe
- Paul Stanley – guitare rythmique, claviers (studio), chants
- Gene Simmons – basse, chants
- Eric Carr – batterie
- Bruce Kulick – guitare solo, claviers (vidéo)

## Liste des titres
| A1. | Reason to Live     | Paul Stanley, Desmond Child  | Paul Stanley | 3:59 |
| A2. | Thief in the Night | Gene Simmons, Mitch Weissman | Gene Simmons | 4:05 |
| B1. | Tears Are Falling  | Paul Stanley                 | Paul Stanley | 3:55 |
| B2. | Crazy Crazy Nights | Paul Stanley, Adam Mitchell  | Paul Stanley | 3:45 |

| A1. | Reason to Live         | Paul Stanley, Desmond Child                | Paul Stanley | 3:59 |
| A2. | Thief in the Night     | Gene Simmons, Mitch Weissman               | Gene Simmons | 4:05 |
| B1. | Who Wants to Be Lonely | Paul Stanley, Jean Beauvoir, Desmond Child | Paul Stanley | 4:01 |
| B2. | Thrills in the Night   | Paul Stanley, Jean Beauvoir                | Paul Stanley | 4:18 |

| A. | Reason to Live     | Paul Stanley, Desmond Child  | Paul Stanley | 3:59 |
| B. | Thief in the Night | Gene Simmons, Mitch Weissman | Gene Simmons | 4:05 |

## Classement
| Pays                                      | Meilleure position | Nombre de semaines | Réf   |
| ----------------------------------------- | ------------------ | ------------------ | ----- |
| États-Unis (Billboard Hot 100)            | 64                 | 12                 | [ 1 ] |
| États-Unis (Mainstream Rock Tracks chart) | 34                 | 10                 | [ 3 ] |
| Royaume-Uni (UK Singles Chart)            | 33                 | 7                  | [ 5 ] |
| Pays-Bas (MegaCharts)                     | 89                 | 4                  | [ 7 ] |